# اچ‌ام‌اس کنت (دی۱۲)
اچ‌ام‌اس کنت (دی۱۲) (به انگلیسی: HMS Kent (D12)) یک کشتی بود. این کشتی در سال ۱۹۶۱ ساخته شد.